# Vitão (cantante)
Vitão, pseudonimo di Victor Carvalho Ferreira (San Paolo, 18 agosto 1999), è un cantante brasiliano.

## Biografia
Nato a San Paolo, Vitão ha intrapreso la sua carriera musicale nel 2016 rendendo disponibili cover di brani attraverso YouTube, prima di essere scoperto dalla Head Media. Ad agosto 2018 ha pubblicato il suo primo singolo, Tá foda, firmando successivamente un contratto discografico con l'Universal.
Nel mese di marzo 2019 è uscito il suo primo EP eponimo e un meso dopo ha inciso con Projota il singolo Sei lá, certificato disco di diamante dalla Pro-Música Brasil per aver venduto 300 000 unità. Ha poi collaborato con Anitta in Complicado, duetto doppio diamante che ha anticipato il suo primo album in studio, dal titolo Ouro e uscito nel gennaio 2020; il disco è stato certificato platino dalla PMB per le 80 000 unità equivalenti.
Ha anche collezionato una serie di certificazioni per i brani dalla Pro-Música Brasil, tra cui Café (2019) e Flores (2020), entrambi doppio diamante per le 600 000 unità vendute ciascuno. L'ultimo ha trovato anche successo all'estero, venendo certificato platino dalla Associação Fonográfica Portuguesa.

## Discografia

### Album in studio
- 2020 – Ouro

### EP
- 2019 – Vitão
- 2022 – Mais uma vez
- 2023 – Ato 1: Todamanhã
- 2023 – Ato 2: Todamanhã
- 2023 – Ato 3: Todamanhã

### Singoli
- 2019 – Caderninho
- 2019 – Sei lá (con Projota)
- 2019 – Bomba relógio (con Luísa Sonza)
- 2019 – Edredom (con MC Davi)
- 2019 – Deixa a vida me levar
- 2019 – Cobertor (Remix) (con Projota e Giulia Be)
- 2019 – Complicado (con Anitta)
- 2019 – 7 chamadas (con Feid)
- 2020 – Mais que bom (con Agir)
- 2020 – Na janela (con Ivete Sangalo)
- 2020 – Sem limites (con WC no Beat e Ludmilla)
- 2020 – Embrasa o narguilé (con Thiaguinho MT e JS o Mão de Ouro)
- 2020 – Flores (con Luísa Sonza)
- 2020 – Sempre que der (con Carol Biazin)
- 2020 – California/Citação: de repente California
- 2021 – Samu (con Léo Santana)
- 2021 – Pensa
- 2021 – Onde você mora (con Malibu, Ferrugem, Gaab e Keviin)
- 2021 – Chamego (con Rael)
- 2021 – Takafaya
- 2021 – Se você tiver eu tô
- 2021 – Conto de fadas
- 2021 – Te namorei (con Los Brasileros)
- 2021 – Mais bonita (con JUPTR)
- 2021 – Pensei melhor
- 2021 – C.U.L.I.T.O. (con Leslie Shaw e Saga WhiteBlack)
- 2022 – Penelope (con Bin)
- 2022 – Cachoeira (con Lauana Prado)
- 2022 – Gostei (con Leticia Hally e Zaac)
- 2022 – Declaraçao
- 2022 – Mais uma vez
- 2022 – Amor e mais (con Blacci)
- 2022 – S de saudade (con Pabllo Vittar)
- 2022 – Só pra te falar
- 2022 – Dispara (con Laura Schadeck)
- 2022 – Quando (con Russ)
- 2023 – Mais que ontem (con i Melim)
- 2023 – Zero coragem (con i Tuyo)
- 2023 – Proposital (Citação aquele abraço) (con Ferrugem e WC no Beat)
- 2023 – Naquele pique (con i Badzilla e 808 Luke)
- 2024 – Gingado dela (con Lukinhas e Pablo Bispo)
- 2024 – 1 para 1 (con Titica)